# Allotrichoma bellicosum
Allotrichoma bellicosum är en tvåvingeart som beskrevs av Giordani Soika 1956. Allotrichoma bellicosum ingår i släktet Allotrichoma och familjen vattenflugor.
Artens utbredningsområde är Algeriet. Inga underarter finns listade i Catalogue of Life.